# Spaced
Spaced ist eine britische Sitcom von und mit Jessica Hynes und Simon Pegg, die von 1999 bis 2001 auf Channel 4 lief. Die Regie zu allen 14 Folgen führte Edgar Wright.

## Handlung
Die Handlung dreht sich um die Autorin Daisy Steiner (Hynes) und den Science-Fiction-Fan Tim Bisley (Pegg), zwei Mittzwanziger, die vorgeben, ein Paar zu sein, um in eine überraschend günstige Wohnung einziehen zu können.
Im selben Haus leben die Vermieterin Marsha Klein (Julia Deakin), ihre Tochter Amber und der Künstler Brian Topp (Mark Heap). Tim und Daisy haben oft Besuch von Mike Watt (Nick Frost), Tims bestem Freund, und von Daisys bester Freundin Twist Morgan (Katy Carmichael).

## Hauptfiguren

### Tim Bisley (Simon Pegg)
Tims Traum ist es, Cartoonist bei „Dark Star Comics“ zu werden, bis dahin arbeitet er zusammen mit seinem Chef Bilbo Bagshott (Bill Bailey) im Comicladen „Fantasy Bazaar“. Die Ursache, warum er sich in der ersten Episode eine neue Wohnung suchen muss, ist, dass seine Freundin ihn nach fünf Jahren zugunsten von Tims ehemals bestem Freund Duane Benzie (Peter Serafinowicz) fallen lässt und ihn aus der gemeinsamen Wohnung wirft.
Sein erschaffenes Comic-Universum dreht sich um einen von ihm geschaffenen Mutanten, der den Namen „The Bear“ trägt, und einen verrückten Doktor, der es sich zur Lebensaufgabe gemacht hat den „Bear“ wieder aufzuspüren, um die Gründe seiner Verwandlung genauer zu erforschen.
Darüber hinaus ist Tim ein Amateurskateboarder und Fan der ursprünglichen Star-Wars-Trilogie. Zwischenzeitlich verliert er seinen Job im Comicladen durch einen Streit über Jar Jar Binks. Tim hat seit seiner Kindheit Angst vor Hunden, Blitzen und Bambus.
Sein Klubname in der Clubbing-Folge lautet Timothy B.

### Daisy Steiner (Jessica Hynes)
Daisys Berufswunsch ist es, Schriftstellerin zu werden, wovor sie sich aber mehr oder weniger erfolgreich drückt. Im Gegensatz zu Tim ist sie eine fröhliche, optimistische Person. Auch neigt sie dazu ihre Gesprächspartner in Grund und Boden zu reden, was dazu führt, dass Tim sie oft im Gespräch mit dem Spruch „Skip to the end.“ unterbricht. Ihre Beweggründe für den Umzug werden aufgrund Tims Spruch nicht deutlich, aber es ist offensichtlich, dass sie aus ihrer alten WG weg will, da diese eine Drogenhöhle ist.
Ein alter Kindheitstraum von Daisy ist es, einen Hund zu besitzen, welchen sie in ihrer Jugend behelfsweise mit einem Karton gelöst hat und sich im Laufe der ersten Staffel erfüllt, was zu einigen Konflikten mit Tim führt.
Ihren Traum, durch Asien zu reisen hat sie sich zwischen den beiden Staffeln erfüllt.

Im Laufe der Serie wird es offensichtlich, dass sie in Tim verliebt ist und sie folglich eifersüchtig auf Tims Freundin Sophie ist, welche in der 2. Staffel vorkommt.
Club Name: "Happy Daiz"

### Marsha Klein (Julia Deakin)
Marsha ist Tim und Daisys Vermieterin in 23 Meteor Street und wohnt auch selbst in dem Haus. Bis zur vorletzten Folge glaubt sie, dass Tim und Daisy ein Paar seien, auch wenn ihr Verhalten teilweise recht auffällig ist.
Sie hat eine starke Vorliebe für Rotwein und man trifft sie kaum ohne ein Weinglas in der Hand an.
Fast genauso häufig streitet sie sich mit ihrer Tochter Amber, welche zu Beginn der 2. Staffel auszieht.
Darüber hinaus begehrt Marsha Brian, was sich auf einen Zwischenfall bei einer Verhandlung über die Höhe der Miete zurückführen lässt.

Sie wohnt in der Wohnung über Tim und Daisy.

### Brian Topp (Mark Heap)
Brian wirkt zuerst psychopathisch und soziopathisch, was daran liegt, dass er sehr schüchtern und ängstlich ist. Er ist ein konzeptueller Künstler, der sich auf Malerei und Multimediainstallationen spezialisiert hat. Seine Stile beschreibt er als Wut, Schmerz, Angst und Aggression, welche laut seiner Aussage 'etwas komplexer als Aquarelle' sind. Seine Inspiration nimmt er aus seinen Depressionen und der Angst vor der lüsternen Vermieterin Marsha.
Obwohl er mit Twist zusammenkommt, scheint seine sexuelle Orientierung nicht ganz klar, so fragt er Daisy, ob sie mit der Frage, ob er 'unten gemietet habe' gemeint habe, ob er schwul sei und er es auch relativ widerstandslos bestreitet, als Tim ihn direkt darauf anspricht.

Club-Name: "Brian Can't"

### Mike Watt (Nick Frost)
Mike ist Tims bester Freund und sein Lebenstraum ist es, Mitglied der regulären Armee zu werden, was unmöglich ist, da ein Unfall in seiner Kindheit, für den sich Tim verantwortlich macht, seine Sehfähigkeit beschränkt hat. Infolgedessen muss er sich mit der Territorial Army begnügen, aus der er früher entlassen wurde, da er bei einem Manöver in Frankreich einen Panzer geklaut hat und versucht hat, mit diesem Paris einzunehmen. In der letzten Folge der 1. Staffel wird er wieder in die TA aufgenommen.
Ab der 2. Staffel wohnt er in Ambers ehemaligem Zimmer in Marshas Wohnung.

Club Name: "Mike Le Watt"

### Twist Morgan (Katy Carmichael)
Twist ist Daisys beste Freundin, auch wenn nicht klar wird warum, da beide keine offensichtlichen Gemeinsamkeiten haben. So ist sie immer den neuen Trends entsprechend gekleidet, und sie macht häufig irgendeine Form einer Diät, um ihre Form zu halten, während Daisy eher zu Jeans und Pullover neigt und auch nicht zu drastischen Maßnahmen der Gewichtsverminderung. Sie verdient ihren Lebensunterhalt in einer Wäscherei, was immer als 'Job in der Modebranche' beschrieben wird.
Sie hatte eine Beziehung mit Brian, welche im Laufe der 2. Staffel in die Brüche ging.

Club Name: "Twist O'Lemon"

## Episoden

### Staffel 1

#### 1. Beginnings
Tim und Daisy lernen sich in einem Teehaus kennen, wo sie sich oft gemeinsam zur Wohnungssuche treffen. Am Rande der Verzweiflung stoßen sie auf eine Anzeige, die eine voll möblierte Wohnung mit zwei Schlafzimmern für einen sehr günstigen Preis anbietet. Einzige Bedingung ist, dass nur Paare die Wohnung mieten können. Daisy und Tim beschließen, vorzutäuschen, dass sie ein Paar seien, indem sie die Lebensläufe des jeweils anderen auswendig lernen und ein gefälschtes Fotoalbum anlegen. So vorbereitet machen sie sich auf den Weg zu dem Haus, um die Wohnung zu besichtigen. Schon nach einer kurzen Befragung erhalten sie den Zuspruch und sie können in die Wohnung einziehen. Später lernen Tim und Daisy ihre Mitbewohner Marsha und Brian kennen.

#### 2. Gatherings
Um sich vor Arbeit zu drücken, überredet Daisy Tim dazu, eine Einweihungsparty zu veranstalten. Da Tims Freunde sich mit Skateboarden und Science-Fiction-Messen die Zeit vertreiben und sich Daisys Kontakte auf den Zeitungsjungen beschränken, hält sich die Zahl der Gäste in Grenzen. Außer den Hausbewohnern sind noch Mike, der für die Security zuständig ist, Twist und der Zeitungsjunge, welcher die Zeit mit Game-Boy-Spielen totschlägt, anwesend.
Allgemein hält sich die Begeisterung der Anwesenden in Grenzen, was Daisy nicht von ihrer guten Laune abbringt. Sie bekämpft die Technomusik, die von Ambers Party aus Marshas Wohnung dröhnt, mit Partymusik, die Tim eher für peinlich empfindet. Am Ende der Episode beschließt die gesamte Partygesellschaft, außer Marsha, welche sich ins Delirium getrunken hat, und dem Zeitungsjungen, sich Ambers Party anzuschließen.

#### 3. Art
Brian erhält eine Einladung zum neuen Theaterstück seines geschlechtsunspezifischen Ex-Geliebten Vulva, während Daisy zu einem Bewerbungsgespräch bei einem anerkannten Frauenmagazin eingeladen wird und Tim unter Einfluss von Speed und Resident Evil 2 eine Paranoia vor Zombies entwickelt.
Während Brian eine Verhaltensweise einstudiert, um Vulva zu imponieren, die kläglich scheitert, sieht es für Daisy nicht besser aus, da sie bei dem Vorstellungsgespräch keine gute Figur gemacht hat und sie sich von der Jury mit dem Victory-Zeichen und dem Ausruf "Girl Power!" verabschiedet hat.
Am Abend gehen Brian, Tim und Daisy zu Vulvas Theaterstück, aus dem Tim unter Einfluss seiner Zombie-Paranoia und Twiglets, welche ihn aggressiv machen, Brian und Daisy hinauszerrt, da alle anderen für ihn wie Zombies aussehen.

#### 4. Battles
Um zu verarbeiten, dass ihr Freund Richard sich von ihr getrennt hat, beschließt Daisy einen Hund zu kaufen. Tim ist aufgrund seiner Angst vor Hunden, die bis in seine Kindheit zurückreicht, nicht erfreut, stimmt der Anschaffung jedoch zähneknirschend zu. Während sich Daisy im Tierheim einen Hund aussucht, gehen Mike und Tim zu einer Paintball-Veranstaltung, wo sie auf Tims Todfeind Duane treffen, der Tim seine Freundin ausgespannt hat. Zum Ende der Folge opfert sich Mike, damit sich Tim an Duane in einer eher ungewöhnlichen Weise rächen kann.

#### 5. Chaos
Der Hund Collin sorgt für einige Spannungen innerhalb der Wohngemeinschaft von Tim und Daisy. Als Tim Collin zu später Stunde im Park verliert, steht für Daisy fest, dass Tim den Hund hasst und ihn absichtlich hat laufen lassen. Diesen Verdacht muss sie fallen lassen, als sie ein mysteriöser Brief erreicht, der den Aufenthaltsort des entführten Hundes offenbart. Um den Hund zurückzuholen, trommelt Tim Mike, Twist und Brian zusammen, um mit ihnen eine gefährliche Rettungsmission zu starten, die durch einen unerwarteten Verbündeten leichter fällt als geplant.

#### 6. Epiphanies
Tims Freund und Fahrradkurier Tyres, welcher unter starken Stimmungsschwankungen leidet, lädt die Gruppe zu einem Rave ein. Ein Abend in der Disco scheint genau das Richtige für Mike zu sein, der von den Rough Ramblers, einem Outdoor-Sportverein, aufgrund einer desaströs misslungenen Eskimorolle, rausgeschmissen wurde. Während Mike mit Hilfe des Remixes der A-Team-Titelmelodie wieder anfängt, sein Leben zu genießen, entwickeln sich die ersten romantischen Gefühle zwischen Tim und Daisy.

#### 7. Ends
Alles im Haus scheint sich zu verändern. Tims Ex-Freundin will ihn zurück, was Daisy stark niederschlägt und zu einem Streit zwischen den beiden führt, welcher Tim die Augen öffnet und Daisy die Motivation gibt, etliche Artikel zu verfassen. Brian wiederum schwebt auf einer Wolke des Glücks, da Twist mit ihm ausgeht und dieses Rendezvous ziemlich gut verläuft. Ebenso geht es Mike, der wieder bei der Territorial Army aufgenommen wurde und er endlich wieder einen Sinn in seinem Leben sieht.

### Staffel 2

#### 1. Back
Daisy kommt von ihrem Asienurlaub zurück, den sie durch einige verkaufte Artikel und (hauptsächlich) durch den Nachlass ihrer Tante finanziert hat. Ihre Freude, zurück zu sein hält sich jedoch in Grenzen, da sich innerhalb ihrer Wohnung etliches verändert hat. So ist Mike zwischenzeitlich in ihr Zimmer gezogen, da er von seiner Mutter rausgeschmissen wurde und sie fühlt sich von Tim vernachlässigt, der sich so benimmt, als ob sie nie weg gewesen sei. Das alles geht jedoch unter, als zwei Regierungsagenten in schwarzen Anzügen und Sonnenbrillen auftauchen und behaupten, Daisy habe hochvertrauliche Daten ins Land geschmuggelt. Jedoch können sich die Freunde durch Daisys neu erlernte Kampfkünste gegen die Agenten wehren und mit Hilfe ihrer Urlaubsvideos Daisys Unschuld beweisen.

#### 2. Change
Da er einen jungen Fan von Star Wars: Episode I – Die dunkle Bedrohung aus dem Laden brüllt, verliert Tim seinen Job im Fantasy Bazaar und begibt sich gemeinsam mit Daisy, die nach ihrem Auslandsaufenthalt wieder Arbeitslosengeld beziehen will, zum örtlichen Arbeitsamt. Während die Beamtin, die Tim betreut, seinen Standpunkt zu Episode I von Star Wars versteht und ihm Arbeitslosengeld zukommen lässt, verweigert Daisys betreuender Beamter die Zahlung, da sie sich vor ihrem Urlaub nicht ordnungsgemäß abgemeldet hat.
Brian hat mit ganz anderen Problemen zu kämpfen. So hat ihn seine Kreativität verlassen, seit er mit Twist zusammen ist.
Mike wiederum findet einen festen Wohnsitz in Ambers ehemaligem Zimmer in Marshas Wohnung, aus dem sie am Anfang der Episode sehr klangvoll ausgezogen ist.

#### 3. Mettle
Daisy wird eine Stelle in der Küche eines Restaurants vermittelt, wo sie schon bald ihre ersten Probleme mit ihrer arroganten Chefin hat. Auch wenn sie stark von ihr drangsaliert wird, bleibt Daisy eine Zeit lang tapfer und hebt mit ihrer grundsätzlich positiven Einstellung die Grundlaune in der Küche.
Tim und Mike wiederum haben mit ihrem Kampfroboter das Viertelfinale von Robot Wars erreicht, als ihr Roboter "Private Iron" von Neidern aus dem Achtelfinale sabotiert wird. Zusammen bringen sie den Roboter auf Vordermann und fordern die Saboteure zu einer Revanche im 'Robot Club' heraus.

#### 4. Help
Tim bekommt ein Angebot vom Comicverlag 'Darkstar Comix’ und wird um sein Portfolio gebeten. Da Daisy aus naiver Hilfsbereitschaft eine Karikatur des Verlagbetreibers Damien Knox in das Portfolio steckt, brechen Mike und Tim bei Darkstar ein, um das unvorteilhafte Bild zu entwenden. Dort erhalten sie unerwartet Hilfe von Knox’ Assistentin Sophie, während Marsha, Daisy und Collin ihre Zeit mit Joggen verbringen und Brian mit seiner Mutter, die denkt, er sei Anwalt, essen geht.

#### 5. Gone
Da Sophie ihm abgesagt hat, beschließt Tim anstatt mit ihr, mit Daisy auszugehen. Unterwegs haben sie Ärger mit Duane und einer Jugendbande, welchen sie mit Hilfe eines 'Kunststückes’ von Daisy bzw. der Verbindung männlicher Psychen und einem Schusswechsel der etwas anderen Art aus dem Weg gehen können.

#### 6. Dissolution
Die Beziehung zwischen Tim und Sophie prägt sich aus, was Mike und Daisy verletzt und auch eifersüchtig macht. Marsha, die immer noch glaubt, dass Tim und Daisy ein Paar sind, hat starkes Mitleid mit Daisy und droht Tim. Zur selben Zeit geht die Beziehung von Brian und Twist in die Brüche. An Daisys Geburtstagsfeier gipfeln die Konflikte.

#### 7. Leaves
Nachdem sie erfahren hat, dass Tim und Daisy sie ein Jahr lang über ihre Beziehung belogen haben, sieht Marsha keinen Anlass mehr, in dem Haus zu wohnen, und entschließt sich zum Verkauf. Nur etwas „verdammt Spektakuläres“ könne sie davon abbringen. Daisy hat sich anscheinend damit abgefunden, umziehen zu müssen und will dies auch tun, da ihr Hund Collin sich anscheinend bei der Nachbarin wohler fühlt. Tims Freundin Sophie hat ein Jobangebot von Marvel Comics und zieht nach Seattle. Tim hat es sich zur Aufgabe gemacht, die Hausgemeinschaft wiederherzustellen, Daisy vom Umzug nach Colwyn Bay abzubringen und Sophie zum Flughafen zu bringen. Dies schafft er nur, wenn er sich neben etwas „verdammt spektakulärem“ noch unkonventionelle Wege der Fortbewegung einfallen lässt.

## Referenzen
In den einzelnen Folgen kommen viele Kameraeinstellungen bzw. Dialogzeilen vor, die aus verschiedenen bekannten Filmen, Serien und Videospielen übernommen wurden.
So sind die Decknamen in der Folge 'Chaos’ Charaktere aus der originalen Star-Wars-Trilogie und der Prolog der 3. Episode an Resident Evil angelehnt. Für die Folge Help konnten sie die Schauspielerin Olivia Williams gewinnen, mit der sie eine Schlüsselszene des Filmes The Sixth Sense nachstellten. Das Ende der Folge Dissolution ist eine Kopie des Films Das Imperium schlägt zurück. Der komplette Handlungsstrang Daisys in der Folge Mettle ist eine Hommage an den Film Einer flog über das Kuckucksnest. Die DVD der 2. Staffel und beide DVDs der Collector’s Edition haben ein sogenanntes „Homag-O-Meter“, eine weitere Untertitelspur, welche anzeigt, auf welchen Film gerade angespielt wird.

## Auszeichnungen
Spaced war für den International Emmy Award und in der Kategorie Sitcom für den British Comedy Award sowie zweimal für den British Academy Television Award nominiert. Jessica Hynes gewann zweimal den British Comedy Award als beste Darstellerin in einer Comedyserie. 

## DVD-Veröffentlichungen
Britische Veröffentlichungen
- 2006: Spaced: The Complete First Series, Channel 4, 1 DVD (BBFC 15)
- 2006: Spaced: The Complete Second Series, Channel 4, 1 DVD (BBFC 15)
- 2006: Spaced: 3 Disc Collector’s Edition, Channel 4, 3 DVDs (BBFC 15)

US-Veröffentlichung
- 2008: Spaced: The Complete Series, BBC, 3 DVDs

Deutsche Veröffentlichung
- 2018: Spaced: Die komplette Serie (OmU), NewKSM, 2 DVDs (FSK 12)

Die Dokumentation Skip to the End ist als Bonus in der britischen und US-Gesamtausgabe enthalten. Die US-Veröffentlichung enthält zusätzliches Bonusmaterial, darunter Audiokommentare mit Quentin Tarantino, Kevin Smith, Patton Oswalt, Diablo Cody, Bill Hader und Matt Stone.

## Zukunft
Von der britischen Fangemeinde wird schon seit geraumer Zeit eine dritte und letzte Staffel gefordert. Viele sehen den Epilog am Ende von Skip to the End, in dem Tim und Daisy ein Kind haben, als Teaser für eine weitere Staffel, während andere darin das endgültige Ende der Serie erkennen.
Simon Pegg hält sich mit Hinweisen darüber zurück, aber in einem Radiointerview erklärte er, dass er gerne eine einstündige Spezialfolge drehen würde, die all die losen Handlungsstränge zu einem stimmigen Ende zusammenführt.
Auch wird der Film Shaun of the Dead von einigen Fans der Serie als Spin-off angesehen, da ein Großteil der Spaced-Darsteller eine Rolle in dem Film hat und sich ihre Charaktere streckenweise ähneln.

## Gastauftritte
Im Laufe der Serie haben Ricky Gervais, Mark Gatiss, David Walliams, Reece Shearsmith und John Simm kurze Gastauftritte. Regisseur Edgar Wright hat mehrere versteckte Cameos in beiden Staffeln.
Die Schauspieler Simon Pegg, Jessica Hynes und Nick Frost übernahmen alle Gastrollen in der britischen Sitcom Black Books. Die Hauptdarsteller von Black Books spielten wiederum in den Filmen von Edgar Wright mit: Bill Bailey in Hot Fuzz und zudem zuvor in Spaced, Dylan Moran in Shaun of the Dead.
Neben Bill Bailey haben viele der Darsteller aus Spaced kleinere Auftritte in Edgar Wrights nachfolgender Blood-and-Ice-Cream-Trilogie: Jessica Hynes und Peter Serafinowicz in Shaun of the Dead, Julia Deakin in allen drei Filmen, Mark Heap in Hot Fuzz, Michael Smiley in Shaun of the Dead und The World’s End, Reece Shearsmith in Shaun of the Dead und The World’s End sowie Kevin Eldon in Hot Fuzz.